# Anomaloglossus roraima
Anomaloglossus roraima é uma espécie de anfíbio pertencente às família Dendrobatidae, endêmica da região do Monte Roraima.